# Witnica
Witnica (germană Vietz) este un oraș în Polonia.